# نيوبورت نيوز
نيوبورت نيوز (فيرجينيا) (بالإنجليزية: Newport News, Virginia)‏ هي مدينة مستقلة (الولايات المتحدة) تقع في الولايات المتحدة في فيرجينيا. يقدر عدد سكانها بـ 183,412 نسمة ومساحتها 310.8 كم2 وترتفع عن سطح البحر 4.5 متر.

## التركيبة السكانية
حدّد مكتب تعداد الولايات المتحدة بيانات التركيبة السكانية لنيوبورت نيوز في تعداد الولايات المتحدة. في ما يلي، التركيبة السكانية حسب تعدادي 2000 و2010.

### تعداد عام 2000
بلغ عدد سكان نيوبورت نيوز 180,150 نسمة بحسب تعداد عام 2000، وبلغ عدد الأسر 69,686 أسرة وعدد العائلات 46,358 عائلة مقيمة في المدينة. في حين سجلت الكثافة السكانية 581.5 نسمة لكل كيلومتر مربع (1,506.1/ميل2). وبلغ عدد الوحدات السكنية 74,117 وحدة بمتوسط كثافة قدره 239.2 لكل كيلومتر مربع (619.5/ميل2).
وتوزع التركيب العرقي للمدينة بنسبة 53.50% من البيض و39.07% من الأمريكيين الأفارقة و0.42% من الأمريكيين الأصليين و2.33% من الأمريكيين ذوي الأصول الآسيوية و0.12% من سكان جزر المحيط الهادئ و1.79% من الأعراق الأخرى و2.77% من عرقين مختلطين أو أكثر و4.22% من الهسبانيون أو اللاتينيون من أي عرق.
بلغ عدد الأسر 69,686 أسرة كانت نسبة 39.3% منها لديها أطفال تحت سن الثامنة عشر تعيش معهم، وبلغت نسبة الأزواج القاطنين مع بعضهم البعض 44.6% من أصل المجموع الكلي للأسر، ونسبة 17.9% من الأسر كان لديها معيلات من الإناث دون وجود شريك، بينما كانت نسبة 4% من الأسر لديها معيلون من الذكور دون وجود شريكة وكانت نسبة 33.5% من غير العائلات. تألفت نسبة 27% من أصل جميع الأسر من عدة أفراد يعيشون في نفس المنزل ونسبة 8.1% كانت تتألف من شخص يعيش بمفرده يبلغ من العمر 65 عاماً أو أكثر. وبلغ متوسط حجم الأسرة المعيشية 2.50، أما متوسط حجم العائلات فبلغ 3.04.
بلغ العمر الوسطي للسكان 32.0 عاماً. وكانت نسبة 27.4% من القاطنين تحت سن الثامنة عشر، وكانت نسبة 9.9% بين الثامنة عشر والرابعة والعشرين عاماً، ونسبة 31.4% كانت واقعةً في الفئة العمرية ما بين الخامسة والعشرين والرابعة والأربعين عاماً، ونسبة 18.6% كانت ما بين الخامسة والأربعين والرابعة والستين، ونسبة 9.5% كانت ضمن فئة الخامسة والستين عاماً فما فوق. يوجد لكل 100 أنثى 91.5 ذكر، ويوجد لكل 100 أنثى في الثامنة عشر من عمرها فما فوق 87.3 ذكر.
بلغ متوسط دخل الأسرة في المدينة 32,587 دولارًا، أما متوسط دخل العائلة فبلغ 37,177 دولارًا. وكان متوسط دخل الذكور 29,609 دولارًا مقابل 20,964 دولارًا للإناث. وسجل دخل الفرد الخاص بالمدينة 15,404 دولارًا. وكانت نسبة 15.5% من العائلات ونسبة 17.9% من السكان تحت خط الفقر، وكان من هؤلاء نسبة 26.5% تحت سن الثامنة عشر ونسبة 12.2% في الخامسة والستين من العمر وما فوق.

### تعداد عام 2010
بلغ عدد سكان نيوبورت نيوز 180,719 نسمة بحسب تعداد عام 2010، وبلغ عدد الأسر 70,664 أسرة وعدد العائلات 44,887 عائلة مقيمة في المدينة. في حين سجلت الكثافة السكانية 583.3 نسمة لكل كيلومتر مربع (1,510.7/ميل2). وبلغ عدد الوحدات السكنية 76,198 وحدة بمتوسط كثافة قدره 246 لكل كيلومتر مربع (637.1/ميل2).
وتوزع التركيب العرقي للمدينة بنسبة 48.98% من البيض و40.68% من الأمريكيين الأفارقة و0.47% من الأمريكيين الأصليين و2.74% من الأمريكيين ذوي الأصول الآسيوية و0.17% من سكان جزر المحيط الهادئ و2.68% من الأعراق الأخرى و4.27% من عرقين مختلطين أو أكثر و7.52% من الهسبانيون أو اللاتينيون من أي عرق.
بلغ عدد الأسر 70,664 أسرة كانت نسبة 34.6% منها لديها أطفال تحت سن الثامنة عشر تعيش معهم، وبلغت نسبة الأزواج القاطنين مع بعضهم البعض 39.6% من أصل المجموع الكلي للأسر، ونسبة 18.9% من الأسر كان لديها معيلات من الإناث دون وجود شريك، بينما كانت نسبة 5% من الأسر لديها معيلون من الذكور دون وجود شريكة وكانت نسبة 36.5% من غير العائلات. تألفت نسبة 29.1% من أصل جميع الأسر من عدة أفراد يعيشون في نفس المنزل ونسبة 8.5% كانت تتألف من شخص يعيش بمفرده يبلغ من العمر 65 عاماً أو أكثر. وبلغ متوسط حجم الأسرة المعيشية 2.45، أما متوسط حجم العائلات فبلغ 3.02.
بلغ العمر الوسطي للسكان 32.3 عاماً. وكانت نسبة 24.3% من القاطنين تحت سن الثامنة عشر، وكانت نسبة 13.4% بين الثامنة عشر والرابعة والعشرين عاماً، ونسبة 27.8% كانت واقعةً في الفئة العمرية ما بين الخامسة والعشرين والرابعة والأربعين عاماً، ونسبة 23.9% كانت ما بين الخامسة والأربعين والرابعة والستين، ونسبة 10.6% كانت ضمن فئة الخامسة والستين عاماً فما فوق. وتوزع التركيب الجنسي للسكان بنسبة 48.3% ذكور و51.7% إناث.

## المدن التوأمة
مدينة غرايفسفالت هي مدينة توأمة لـنيوبورت نيوز (فيرجينيا).

## أعلام
- بي. جي. جيمس
- إف. ر. وايت
- جوزيف بي. سميث
- دوروثي وولفولك
- ريتشارد كيلي
- ريتشارد تي ويتكومب
- سونيا سون
- إدموند كلارك
- ويليام ستايرون
- إلا فيتزجيرالد